# نویسه‌گردانی
نویسه‌گردانی (به انگلیسی: transliteration) که بعضی به آن حرف‌نویسی حرف‌نگاری یا ترانویسی نیز گفته‌اند، در زبان‌شناسی به معنی نوشتن الفبای یک دبیره با الفبای دبیره‌ای دیگر، به نحوی است که نوعی تناظر/ برابری میان حروف دبیره اولی یا دبیره مبدأ، با آن دبیره دومی یا دبیره مقصد، برقرار باشد. پس لزوماً تلفظ کلمه یا عبارت نوشته نمی‌شود. در حرف‌نویسی املای تاریخی یا املای شبه‌تاریخی مراعات می‌شود.
برای نمونه کلمهٔ گردن (بدون اعراب گذاری) را می‌توان با الفبای لاتین به صورت grdn نویسه‌گردانی کرد. نمونهٔ دیگر کلمهٔ خواهر است که می‌توان آن را به صورت xvAhr نویسه‌گردانی کرد. چنان‌که دیده می‌شود، املای کلمهٔ خواهر املایی تاریخی است و فارس‌زبانان امروز (حداقل در لهجهٔ استاندارد)، حرف و را تلفظ نمی‌کنند، اما همچنان هنگام نویسه‌گردانی، v که با و فارسی متناظر است نوشته می‌شود. نویسه‌گردانی با آوانویسی تفاوت دارد؛ در آوانویسی صورت ملفوظ (تلفظ) کلمه‌ها/واژه‌ها نوشته می‌شود.
آنچه در نویسه‌گردانی اهمیت دارد این است که بتوان صورت اصلی نگارش یک کلمه به دبیرهٔ اصلی را از روی صورت نویسه‌گردانی شده، بدون ابهام بازسازی کرد. از این رو لزومی ندارد که یک نویسه/حرف همیشه به یک صورت نویسه‌گردانی شود؛ مثلاً کلمهٔ شاپور به خط پهلوی کتیبه‌ای         نوشته می‌شود و به صورت šhpwhry حرف‌نویسی می‌شود. چنان‌که دیده می‌شود نویسهٔ « » که در کلمهٔ فوق دو بار آمده‌است یک بار w و یک بار r حرف‌نویسی شده‌است. با این حال با داشتن صورت šhpwhry شکل پهلوی کلمه را عیناً می‌توان بازسازی کرد. تنها باید به خاطر داشت که w و r در خط پهلوی کتیبه‌ای یک‌سان نوشته می‌شوند.
حالت دیگری هم متصور است و آن هنگامی است که چند نویسهٔ متفاوت یک‌سان حرف‌نویسی می‌شود. در این صورت، معمولاً در دبیرهٔ اصلی قاعده‌ای وجود دارد که هنگام بازسازی کلمه تعیین می‌کند که صورت حرف‌نویسی‌شده باید به کدام نویسه تبدیل شود؛ مثلاً اگر در خط فارسی نویسه‌های ک‍ و ‍ک را دو نویسهٔ جدا در نظر بگیریم، همچنان صورت حرف‌نویسی‌شدهٔ واژهٔ کک kk خواهد بود. حال برای بازسازی صورت کلمه به خط اصلی از روی kk باید دانست که k اگر در ابتدا بیاید ک‍ نوشته می‌شود و اگر در پایان پس از نویسه‌ای بیاید که به حرف بعد می‌چسبد ‍ک نوشته می‌شود؛ بنابراین با دانستن قاعده‌های رسم‌الخط فارسی می‌توان صورت اصلی کلمه را همچنان بازسازی کرد.